# Юн Ми Джин
Юн Ми Джин (кор. 윤미진?, 尹美進?, р.30 апреля 1983) — южнокорейская спортсменка, стрелок из лука, чемпион мира, Олимпийских и Азиатских игр.

## Биография
Родилась в 1983 году. В 2000 году завоевала две золотых медали Олимпийских игр в Сиднее. В 2002 году стала обладательницей золотой и бронзовой медалей Азиатских игр. В 2003 году завоевала две золотых медали чемпионата мира. В 2004 году стала обладательницей золотой медали Олимпийских игр в Афинах в командном первенстве, а в личном первенстве стала 5-й. В 2005 году вновь стала чемпионкой мира. В 2006 году опять завоевала золотую медаль Азиатских игр.